# Aleš Pipan
Aleš Pipan, né le 24 mai 1959, à Celje, en Yougoslavie (aujourd'hui en Slovénie), est un entraîneur slovène de basket-ball.